# Giardia
A Giardia a Metamonada anaerob ostorosokból, többek közt humán parazitákból álló nemzetsége. A gerincesek szervezetén belül a vékonybélben élnek fajai, giardiasist okozva. Életciklusa 2 magvú mozgó trofozoita és fertőző, lassú anyagcseréjű, környezeti változásoknak ellenálló 4 magvú ciszta közt váltakozik. A ciszták ürülékkel, fertőzött vízzel vagy táplálékkal adódhatnak át gazdák közt. Először Antonie van Leeuwenhoek holland tudós figyelte meg 1681-ben fénymikroszkóppal. Névadója Alfred Mathieu Giard francia zoológus.

## Jellemzők
Trofozoitái 12–15 μm hosszúak, 5–9 μm szélesek, és hossztengely mentén kettészelt körte alakúak. Más Diplomonadida-fajokhoz hasonlóan 2 transzkripciósan működő sejtmagja van azonos számú jól elkülönülő kromoszómával és a sejtosztódással szinkronban történő osztódással. Sejtváza egy központi testből, 4 ostorpárból (anterior, ventralis, posterior, caudalis) és rögzítőlemezből áll. Nincs mitokondriuma és Golgi-készüléke, helyettük endomembrán-vezikulum rendszere és mitoszómái vannak. Ezek a vas-kén fehérjék érésében szerepet játszanak, az ATP-szintézisben nem. Ventrális rögzítőlemezét a gazda bélepitéliumához való rögzülésre használja. A trofozoiták kettéhasadással osztódnak a vékonybélben, és a vastagbélbe haladva cisztát képeznek.
A ciszta önálló mozgásra nem képes ovális, erős sejt, 8–12 μm hosszú, 7–10 μm széles. Fala mintegy 0,4 μm vastag, és 3 cisztafalfehérje (CWP1–3) és N-acetilgalaktózamin alkotja. 4 tetraploid magja és a többi sejtszervecske található benne, egyesek felbontva. A cisztamagok egymással érintkeznek, és örökítőanyaguk legalább egyes fajokban cserélődhet (diplomixis). A ciszta bevitele utáni megszűntekor egy ciszta 4 élő parazitát szabadít fel.

## Rendszertan
A G. duodenalis fajkomplexum. 8 morfológiailag hasonló, genetikailag elkülönülő, betűvel jelölt (A–H) fő kládját azonosították genomszekvenálással. Mindegyik fő klád több kisebb kládot (alfaj vagy genotípus) tartalmaz. Gazdaspecificitásaik különbözők: az A és B kládok emberben és sok más gerincesben megtalálhatók, a C és D kutyafélékben élnek, az E patásokban, a G rágcsálókban, a H úszólábúakban.
Az A klád 3 csoportra (AI–AIII) osztható genetikai és biológiai különbségek alapján. Az AI erősen homogén, csekély szekvenciakülönbséggel (mintegy 300 SNP) és allél-heterozigozitással. Elsősorban állatokban található, és zoonózist okoz. Az AII ezzel szemben főleg emberben fordul elő, szekvenciakülönbségei jelentősek (mintegy 30 000 SNP), és magas heterozigozitást mutat. Hasonló felosztás jellemző a B kládra, ahol a BIII és BIV genotípusok a gazdatartomány és a genetikai különbségek alapján különülnek el. A többi klád belső rendszertana ismeretlen.

## Filogenetika
Korán kialakult eukarióta nemzetség. Ezt számos jellemző alátámasztja: ilyenek a mitokondriumok és más sejtszervecskék hiánya, a primitív anyagcsereutak és a filogenetikai helyzet.

## Genom
A Giardia AI genotípusának WB izolátuma volt a Diplomonadida első szekvenált kládja. Mintegy 12 Mbp hosszú genomja kompakt, alapvető sejtszerkezetei és anyagcseréje egyszerűsödtek. Mintegy 5000 génje van. A B klád klinikai és az E klád sertésből vett izolátumait is szekvenálták, ez alapján utóbbi az A kládnak közelebbi rokona, mint a B-nek. Számos kromoszómaátrendeződés található a kládok közt.
Más Giardia-izolátumok és más Diplomonadida-fajok (Spironucleus, Hexamita spp.) teljes genomját is szekvenálták. Több adatbázisban elérhetők e genomok.

## Fertőzés

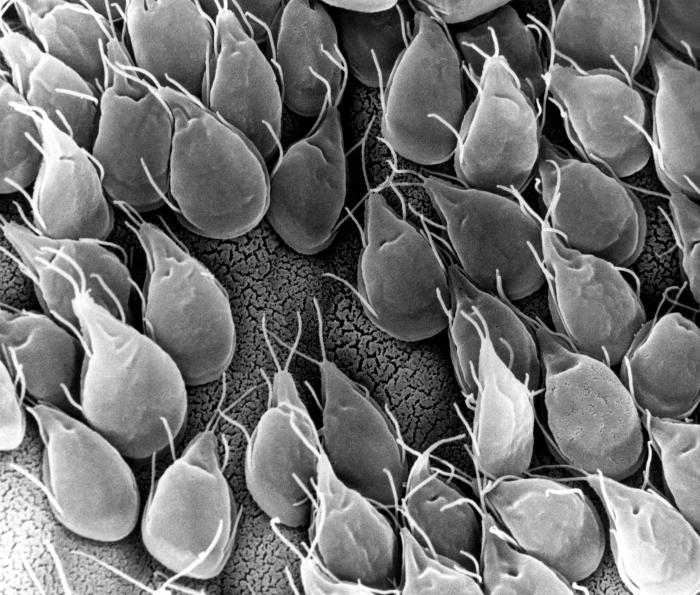
Pásztázó elektronmikroszkópos felvétel egy Giardia-fertőzött mongol futóegér vékonybeléről. A mucosát szinte teljesen lefedik a hozzá tapadt trofozoiták.

A Giardia a fertőzött állatok emésztőrendszerében él, a fertőzés szennyezett étellel, talajjal vagy vízzel történő érintkezéskor történik.
Tünetei 3–25 nappal a fertőzés után jelentkeznek, és köztük lehet például enyhe vagy súlyos zsíros diarrhoea, puffadás, gyomor- vagy hasi görcsök, gyomorbántalmak és nausea. Az ezek miatti dehidratáció és tápanyagvesztés azonnali beavatkozást igényelhet. Leggyakoribb az enyhe, kezelés nélkül 2–6 hétig tartó fertőzés, de előfordulnak hosszabb vagy súlyosabb fertőzések is. Lehetséges a parazitával együtt élni a tünetek enyhülése esetén, de a fertőzött gazda hordozó maradhat, így másoknak átadhatja a parazitát. A tinidazol- vagy metronidazoltartalmú gyógyszerek csökkentik a tüneteket és a gyógyulási időt. Albendazol is használatos, mely féregirtó is, így többszörös fertőzés esetén is használható, ahol általános féregirtó szükséges. A giardiasis a vékonybél mikrovillusai atrófiáját és lapulását okozza, malabsorptiót okozva. Az emésztőrendszerből való távozás után fennmaradhat laktózintolerancia.

## Prevalencia
Prevalenciája különböző tényezőktől függ: egyes fejlett országokban mintegy 2%, míg más, ázsiai, afrikai vagy latin-amerikai országokban 20–40% közt van. Egyes betegekben a giardiasis teljesen tünetmentes, így sok eset becslésen alapul. A diagnózis használható az esetek azonosítására, így számolására is. A tudás és az általános viselkedési minták hiánya miatt a legtöbb fertőzés 5 éven aluli gyermekekben jelentkezik.

## Fordítás
Ez a szócikk részben vagy egészben  a   Giardia című angol Wikipédia-szócikk ezen változatának fordításán alapul.  Az eredeti cikk szerkesztőit annak laptörténete sorolja fel. Ez a jelzés csupán a megfogalmazás eredetét és a szerzői jogokat jelzi, nem szolgál a cikkben szereplő információk forrásmegjelöléseként.